# Varagavank
Koordinaten: 38° 26′ 58,7″ N, 43° 27′ 39″ O

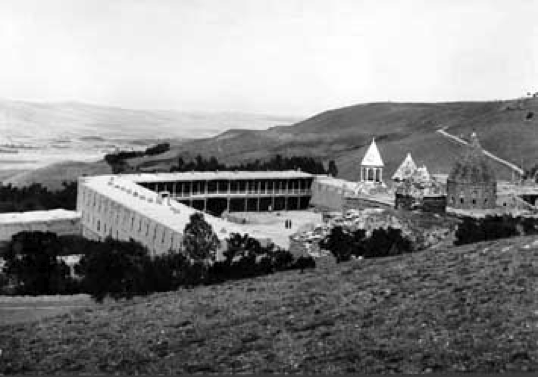
Varagavank 1900

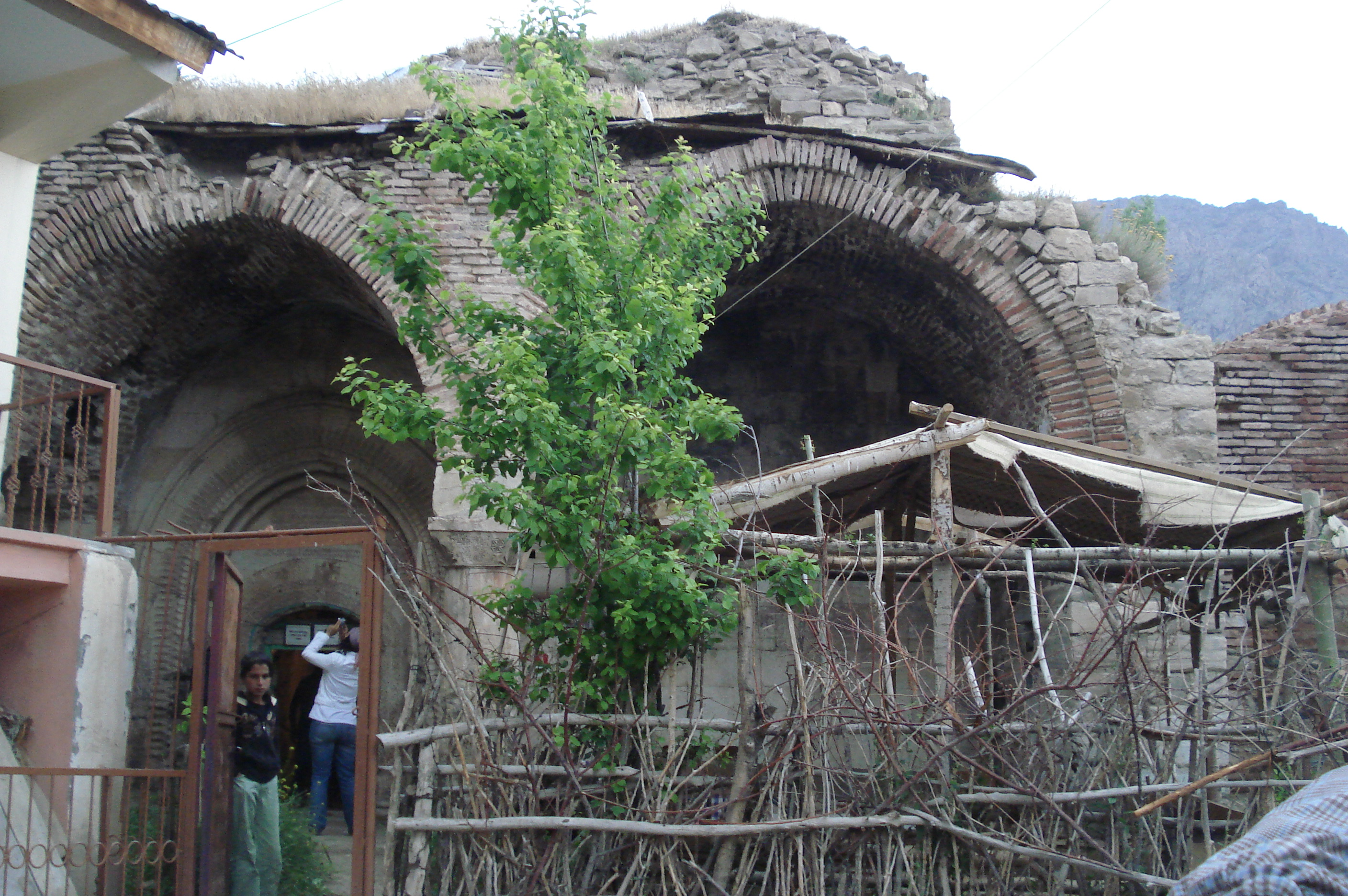
Zugang (2009)

Varagavank (armenisch Վարագավանք, deutsch Kloster von Varag), auch bekannt als Yedi Kilise (türkisch für „Sieben Kirchen“), war ein berühmtes armenisch-apostolisches Kloster aus dem 11. Jahrhundert, das im Zuge des Völkermords an den Armeniern 1915 von der türkischen Armee zerstört wurde. Seine Ruinen befinden sich an den Hängen des Bergs Varag (Erek Dağı), 9 km östlich der Stadt Van in der Türkei.
Gegründet im frühen 11. Jahrhundert auf einer bereits bestehenden religiösen Stätte, war es das reichste und bekannteste Kloster im armenischen Königreich Vaspurakan und in der Neuzeit Sitz des armenischen Erzbischofs von Van. Am 30. April 1915 zerstörte die osmanische Armee das Kloster während des Völkermords an den Armeniern. Seine Ruinen sind weiterhin sichtbar im kurdisch bevölkerten Dorf Bakraçlı, das auf der Stätte erbaut wurde.

## Geschichte
Das Kloster von Varag wurde unter König Senekerim-Hovhannes von der Arzruni-Dynastie in den frühen Jahren seiner Regentschaft (1003–1024) gegründet, um eine Reliquie des Wahren Kreuzes (Surb Nschan) aufzubewahren, welches im selben Ort in einer Eremitage aus dem 7. Jahrhundert aufbewahrt wurde.
Eine heute zerstörte Inschrift auf einer Kirche im Süden des Hauptkomplexes besagt, dass die Stätte bereits durch Senekerims Frau, Königin Khoshush, in den 980er Jahren ausgebaut wurde. Es war auch die Nekropole der Arzrunikönige. Über die Jahre wurde Varagavank zum reichsten und bekanntesten Kloster des Vansee-Gebiets.

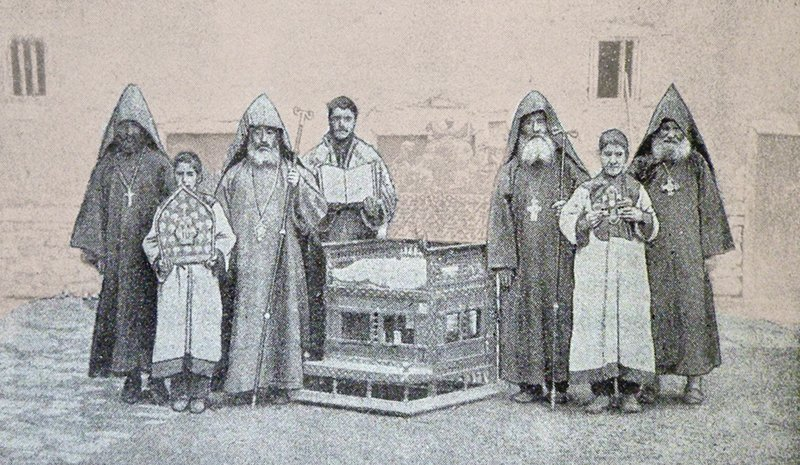
Bischof, Mönche und Kleriker im Kloster von Varag (1897)

Von den Mongolen wurde das Bauwerk geplündert. Dem Patriarchen des Klosters, Ghoukas (= Lukas), gelang mit dem Heiligen Kreuz von Varaga die Flucht und er wurde im Kloster Anapat in der Provinz Tawusch im Nordosten Armeniens aufgenommen. Der neue Name des Klosters Anapat verweist auf die Zerstörung des Klosters Varagavank. Im Gedenken an das zerstörte Varagavank wurde Anapat später in Nor Varagavank (Neu-Varagavank) umbenannt. Die armenischen Erzbischöfe von Van residierten bis zum späten 19. Jahrhundert im Varagavank. Einer von ihnen, der spätere Katholikos Khrimian Hayrik, gründete die Zeitung Artsiv Vaspurakani („Der Adler von Vaspurakan“), die erste, die in Westarmenien gedruckt wurde.
Zu den Bestatteten in der Nekropole des Hauses Arzruni gehören König Senekerim-Hovhannes, der 1024 in Sebasteia bzw. Sebastia (heute Sivas) starb, und Königin Khoshush, die Witwe König Senekerim-Hovhaness, an dessen Seite sie beigesetzt wurde.

## Architektur

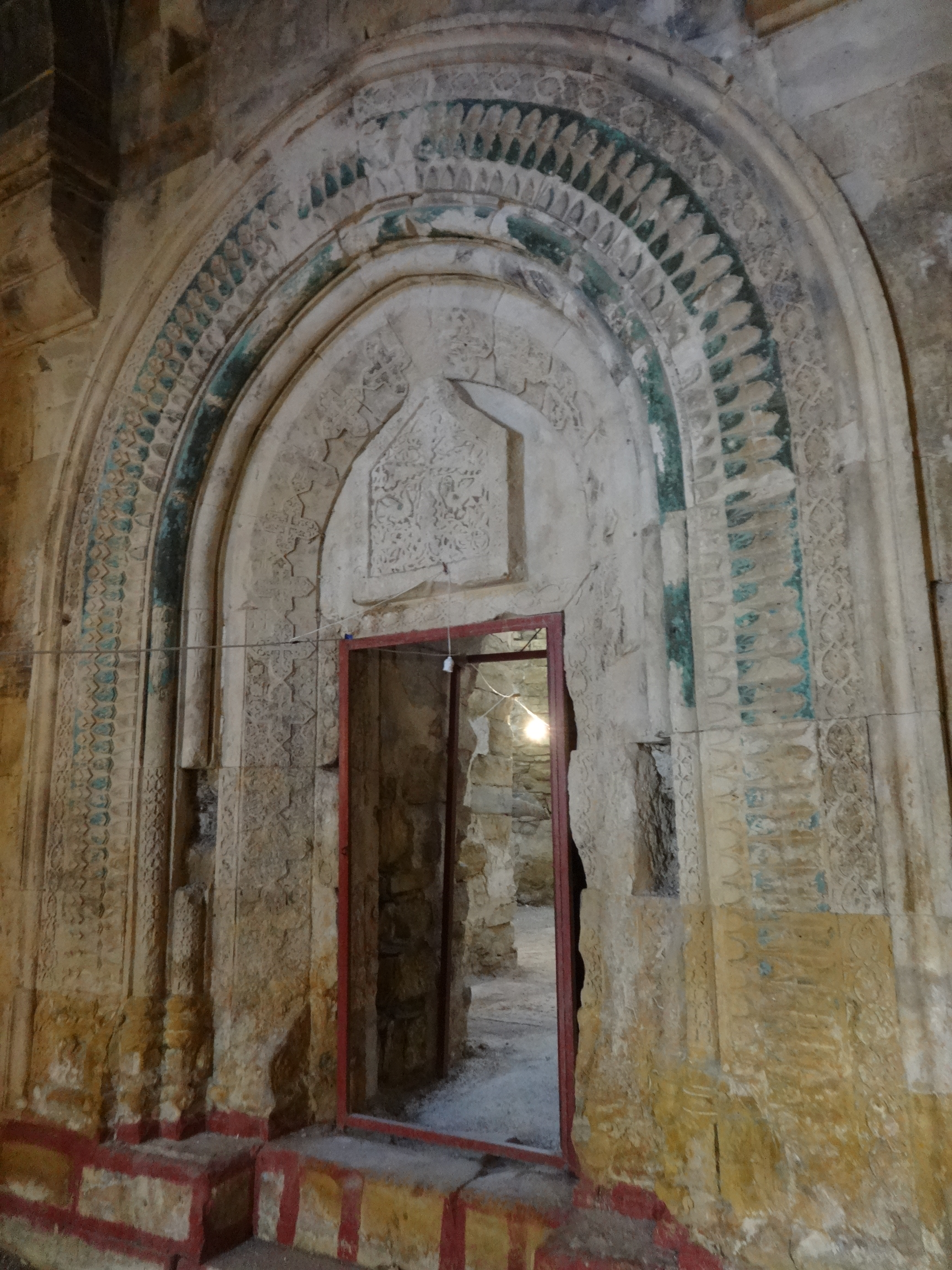
Portal der Hauptkirche (im Gawit)

Die Muttergotteskirche in der Grundform eines Tetrakonchos entstand vermutlich Anfang des 11. Jahrhunderts und wurde nach einem Erdbeben 1648 grundlegend erneuert, gleichzeitig mit dem neu erbauten Gawit Sankt Georg an ihrer Westseite. Südlich der Hauptkirche befand sich die Kirche Sankt Johannes und noch weiter im Süden die Sophienkirche (Surb Sopia), beide vermutlich vom Ende des 10. Jahrhunderts. Weitere Anbauten und Nebenkirchen folgten vom 17. bis zum 19. Jahrhundert. Die Innenform der Zentralkirche erinnert an die Sankt-Hripsime-Kirche bei Etschmiadsin.

## Galerie
Historische Aufnahmen um 1900

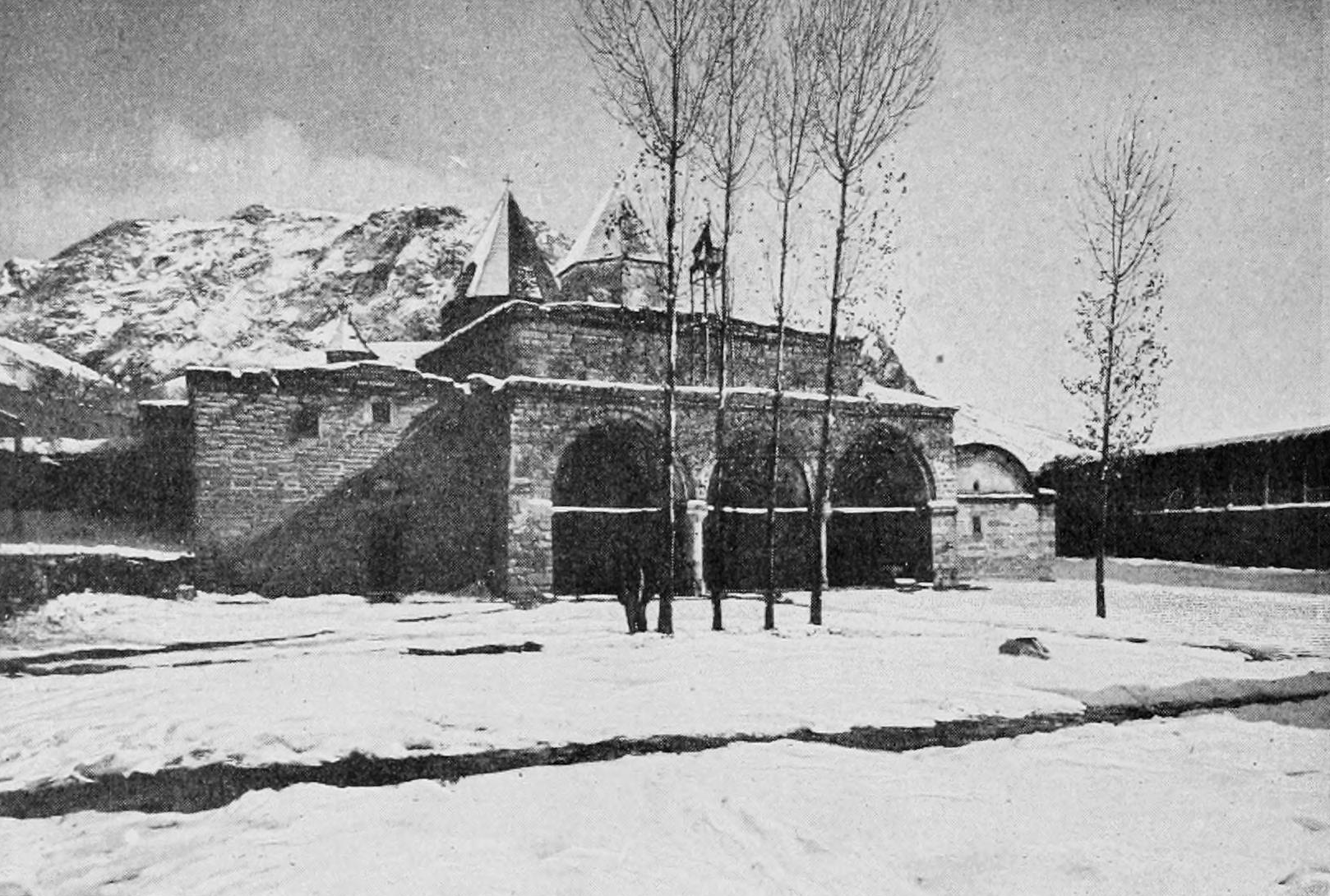
1901
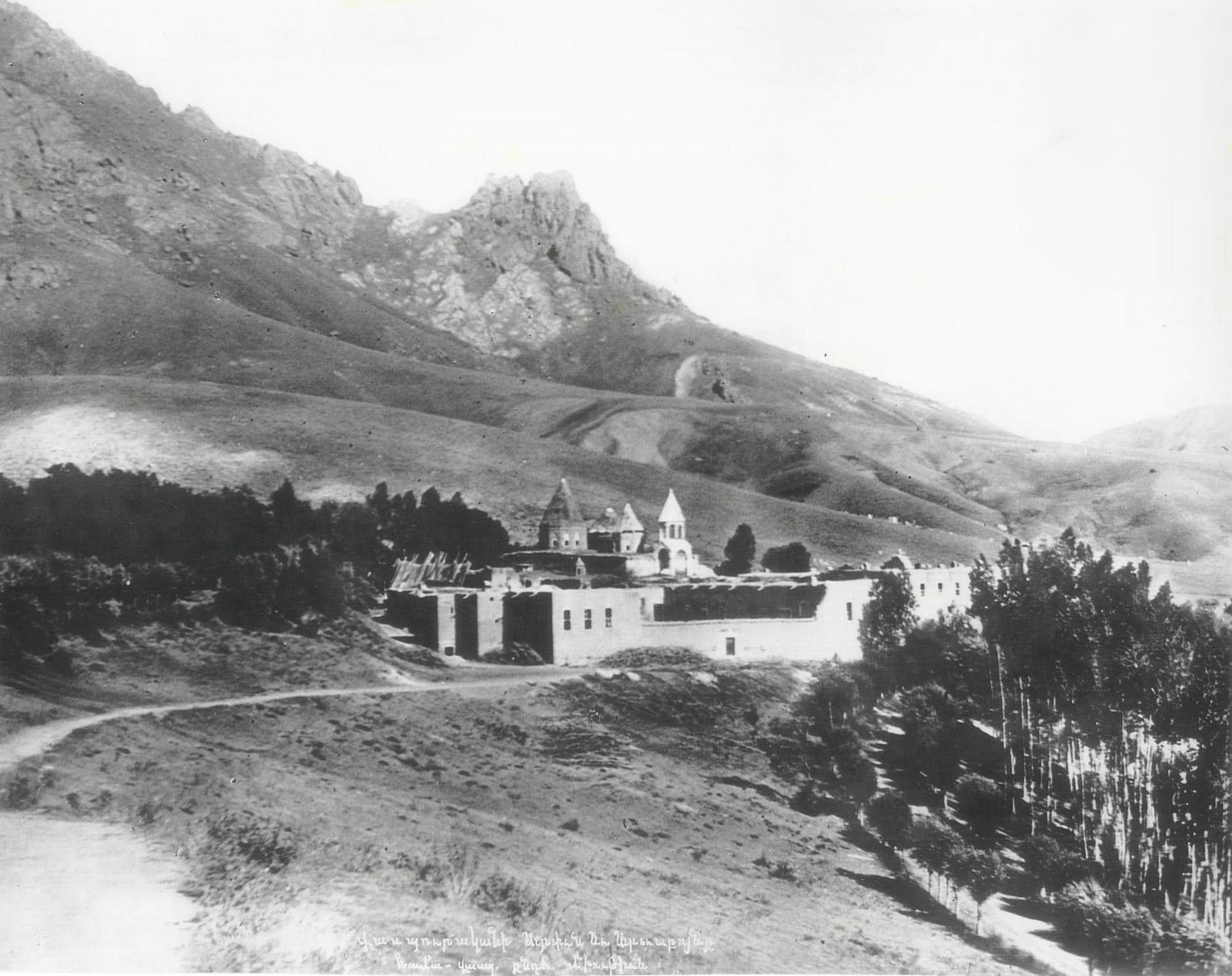
Vor dem Völkermord 1915

Heutige Situation

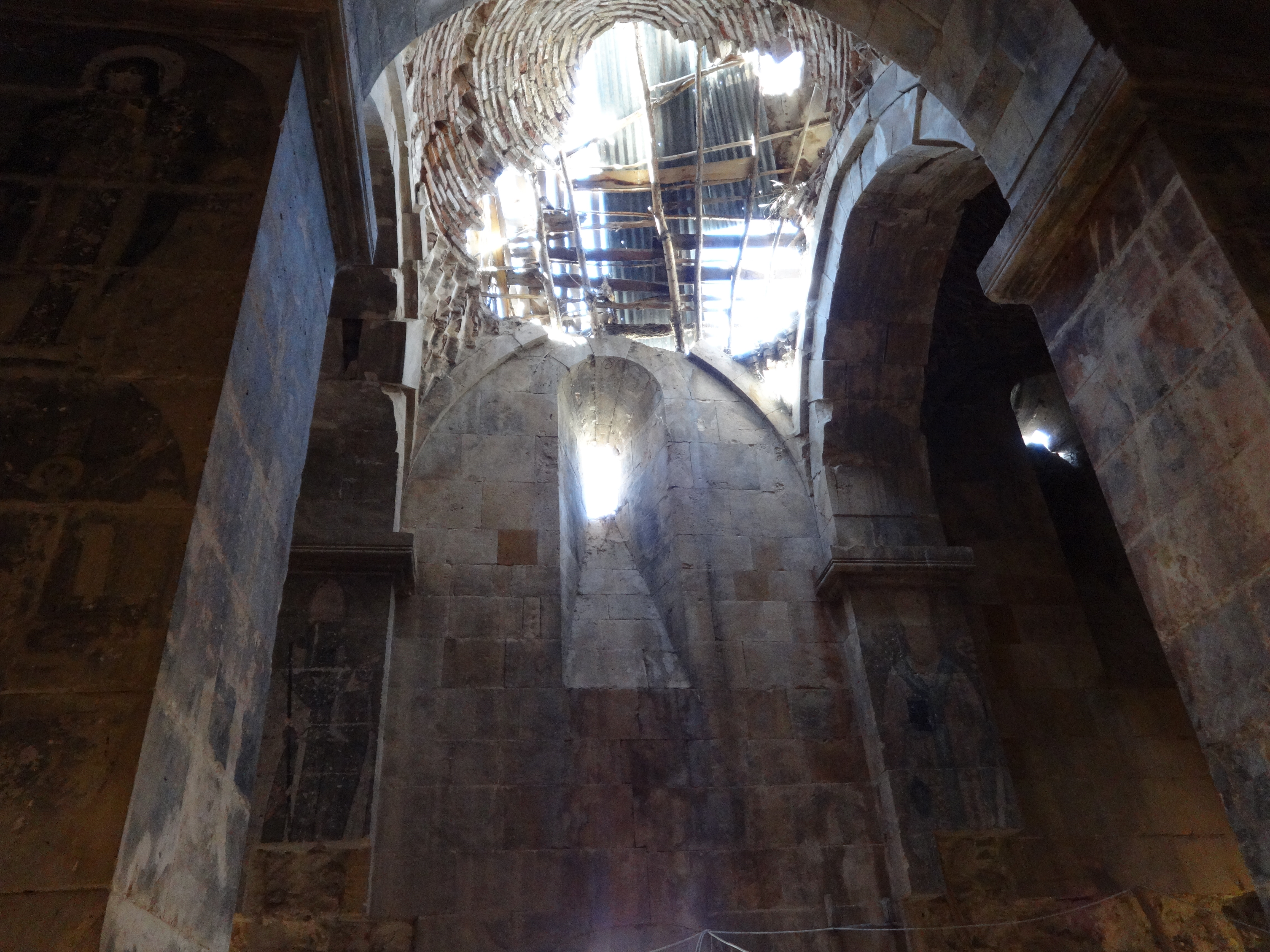
Gawit
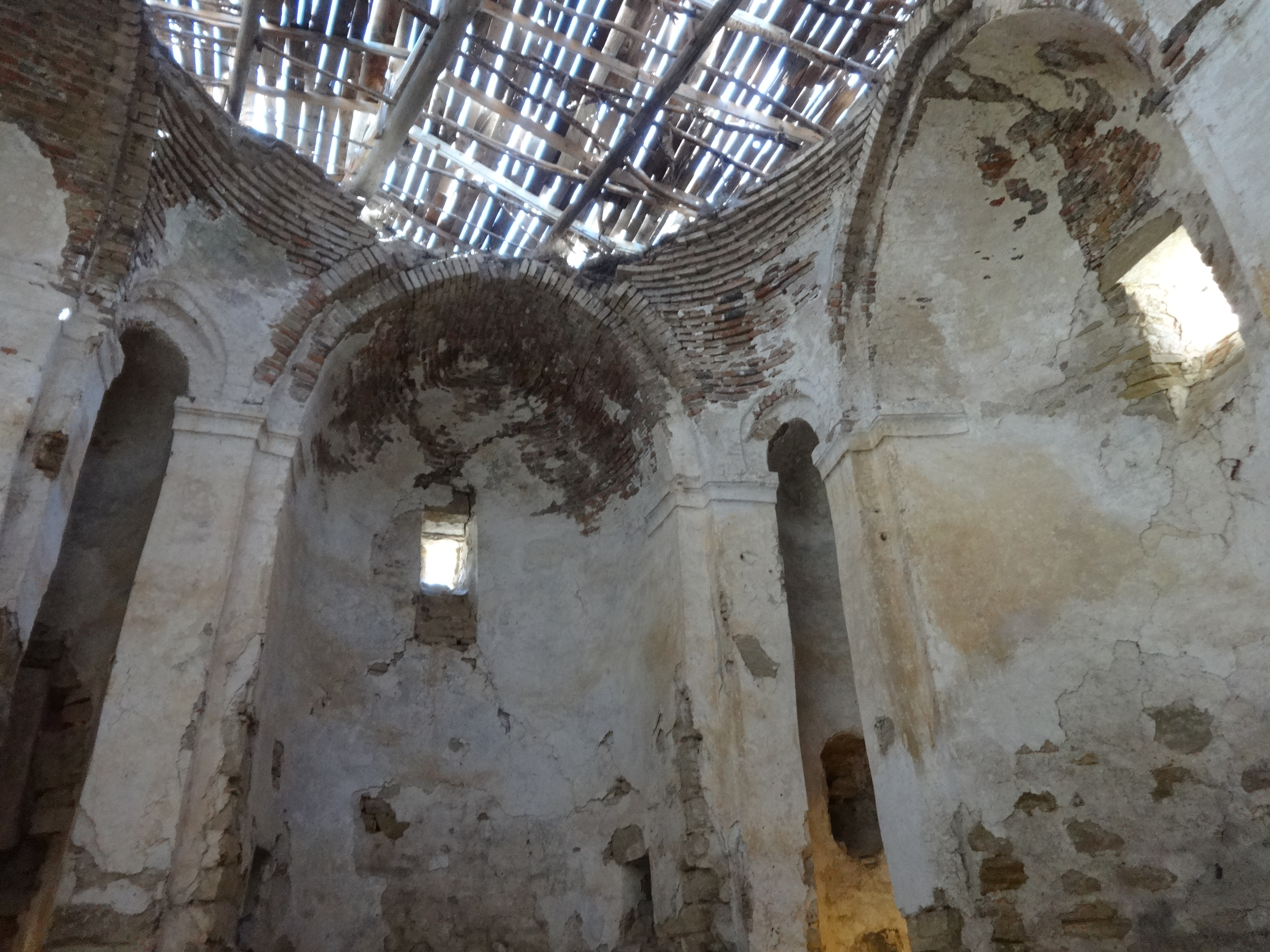
Hauptkirche
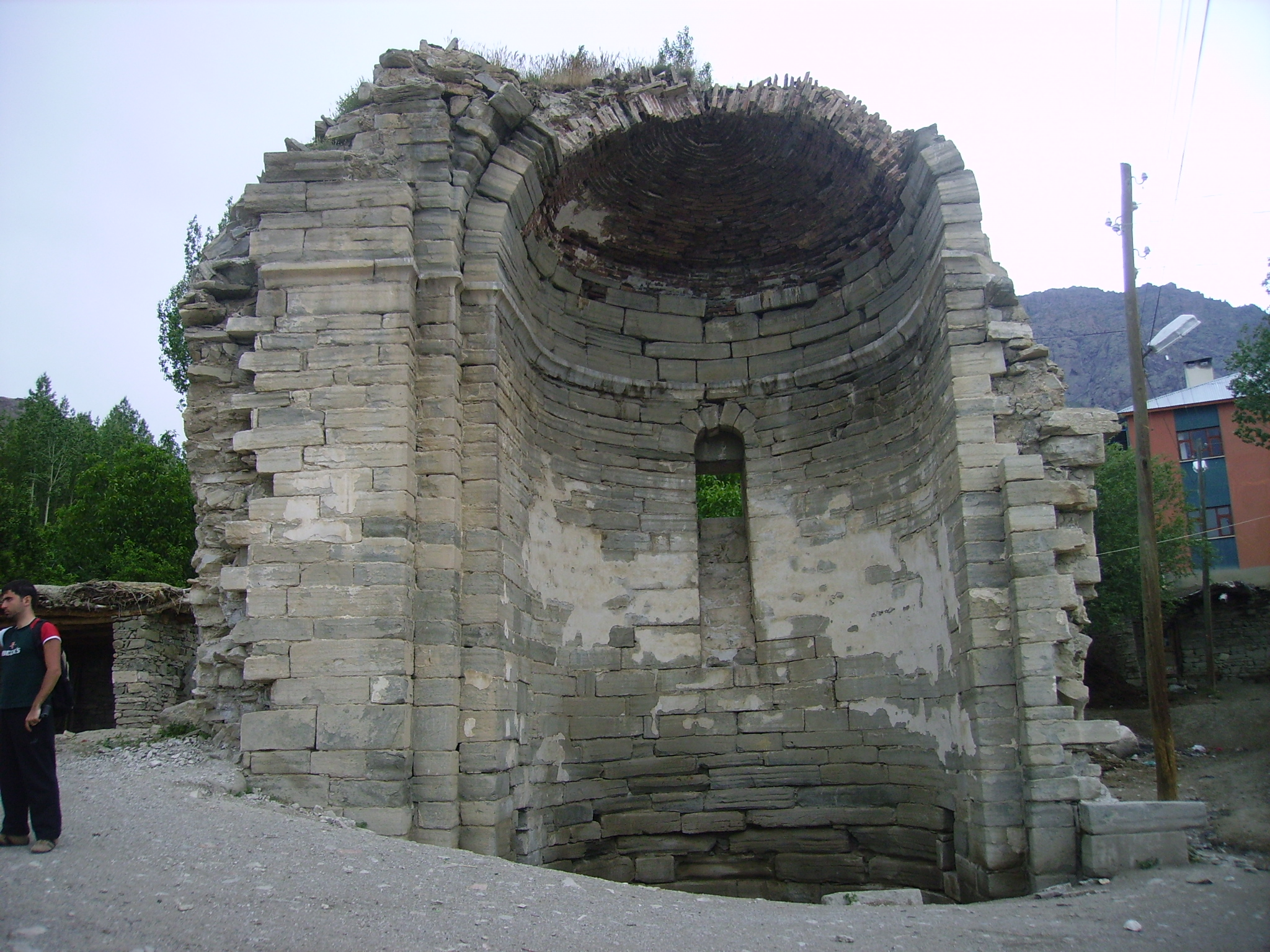
Freistehende Apsis